# UGC 1813
UGC 1813 (również PGC 8970) – galaktyka spiralna z poprzeczką znajdująca się konstelacji Andromedy w odległości około 340 milionów lat świetlnych od Ziemi.
Galaktyki UGC 1813 oraz UGC 1810 tworzą razem parę skatalogowaną przez Haltona Arpa w Atlasie Osobliwych Galaktyk jako Arp 273. Silne oddziaływanie obu galaktyk zniekształciło ich kształt. Bliskie spotkanie z sąsiednią galaktyką doprowadziło do intensywnego formowania nowych gwiazd w obu galaktykach. Widoczny jest również cienki most materii łączący obie galaktyki oddalone o dziesiątki lat świetlnych, którym materia przepływa do większego towarzysza. Wynika to z faktu, że masa UGC 1813 jest około pięciokrotnie mniejsza niż masa UGC 1810. Również proces tworzenia nowych gwiazd rozpoczął się tu wcześniej niż w UGC 1813.